# Eumelea australiensis
Eumelea australiensis är en fjärilsart som beskrevs av W. Warren 1897. Eumelea australiensis ingår i släktet Eumelea och familjen mätare. Inga underarter finns listade i Catalogue of Life.